# Rade Dugalić
Rade Dugalić (in serbo Раде Дугалић?; Niš, 5 novembre 1992) è un calciatore serbo, difensore dello Shenzhen Xin Pengcheng.

## Carriera
Il 13 luglio 2018 viene acquistato a titolo definitivo dalla squadra russa dell'Enisej.

## Palmarès

### Club

#### Competizioni nazionali
- Campionato kazako: 1

Qaýrat: 2020